# Cylloceria sylvestris
Cylloceria sylvestris är en stekelart som först beskrevs av Johann Ludwig Christian Gravenhorst 1829.  Cylloceria sylvestris ingår i släktet Cylloceria och familjen brokparasitsteklar. Enligt den finländska rödlistan är arten nära hotad i Finland. Arten är reproducerande i Sverige. Inga underarter finns listade i Catalogue of Life.